# Manuel Lizondo Borda
Manuel Lizondo Borda fue un escritor, publicista, historiador y poeta argentino. Hombre de la política ocupó el cargo de Diputado provincial de la provincia de Tucumán durante el centenario de la Independencia. 
Este intelectual fue una de las figuras más representativas de la Cultura del Norte Argentino. Lizondo Borda fue discípulo de Ricardo Jaimes Freyre en el Colegio Nacional. Obtuvo su título de abogado en la Universidad de Buenos Aires, UBA. En 1909 fue laureado en los Juegos Florales de Tucumán.

## Biografía
Nació en San Miguel de Tucumán, Tucumán, Argentina, en febrero de 1889 y fue bautizado el 31 de agosto de 1889, hijo de Manuel Lizondo de la Rosa y Carmen Borda.
Lizondo Borda falleció en Tucumán, el 6 de febrero de 1966.

## Obras publicadas
- El poema del agua, 1909.
- El Tucumán de los poetas, 1916.
- Tucumán, 1916.
- El amor innumerable, 1920.
- Voces Tucumanas, 1927.
- Estudios de voces tucumanas: derivadas del quichua, 1927.
- Historia de la gobernación de Tucumán: (siglo XVI), 1928.
- Goethe. La casa de Goethe. Pensamientos de Goethe, 1932.
- La Nación Indígena, 1938.
- Temas de ética y literatura, 1939.
- Documentos argentinos: Gobierno de Alejandro Heredia: (Su acción en Tucumán, en las provincias del Norte y en la guerra con Bolivia) 1832 - 1838, 1939.
- Historia de Tucumán, 1941.
- Juan B. Alberdi: su vida y su obra. En el 150.ª aniversario de su nacimiento (1810-1960), 1960.